# Xã Auburn, Quận Sangamon, Illinois
Xã Auburn (tiếng Anh: Auburn Township) là một xã thuộc quận Sangamon, tiểu bang Illinois, Hoa Kỳ. Năm 2010, dân số của xã này là 6.333 người.